# Château de Dornes
Le château de Dornes est situé à Dornes, en France.

## Localisation
Le château est situé sur la commune de Dornes, située dans le département de la Nièvre en région Bourgogne-Franche-Comté.

## Description
Le château de Dornes est une demeure édifiée au XIIIe siècle.

## Histoire
Le château fait l'objet d'une inscription partielle (éléments protégés : le château ; les douves ; les communs ; le pont dormant ; le pigeonnier) au titre des monuments historiques par arrêté du 10 avril 1996.

## Galerie

Vues du château
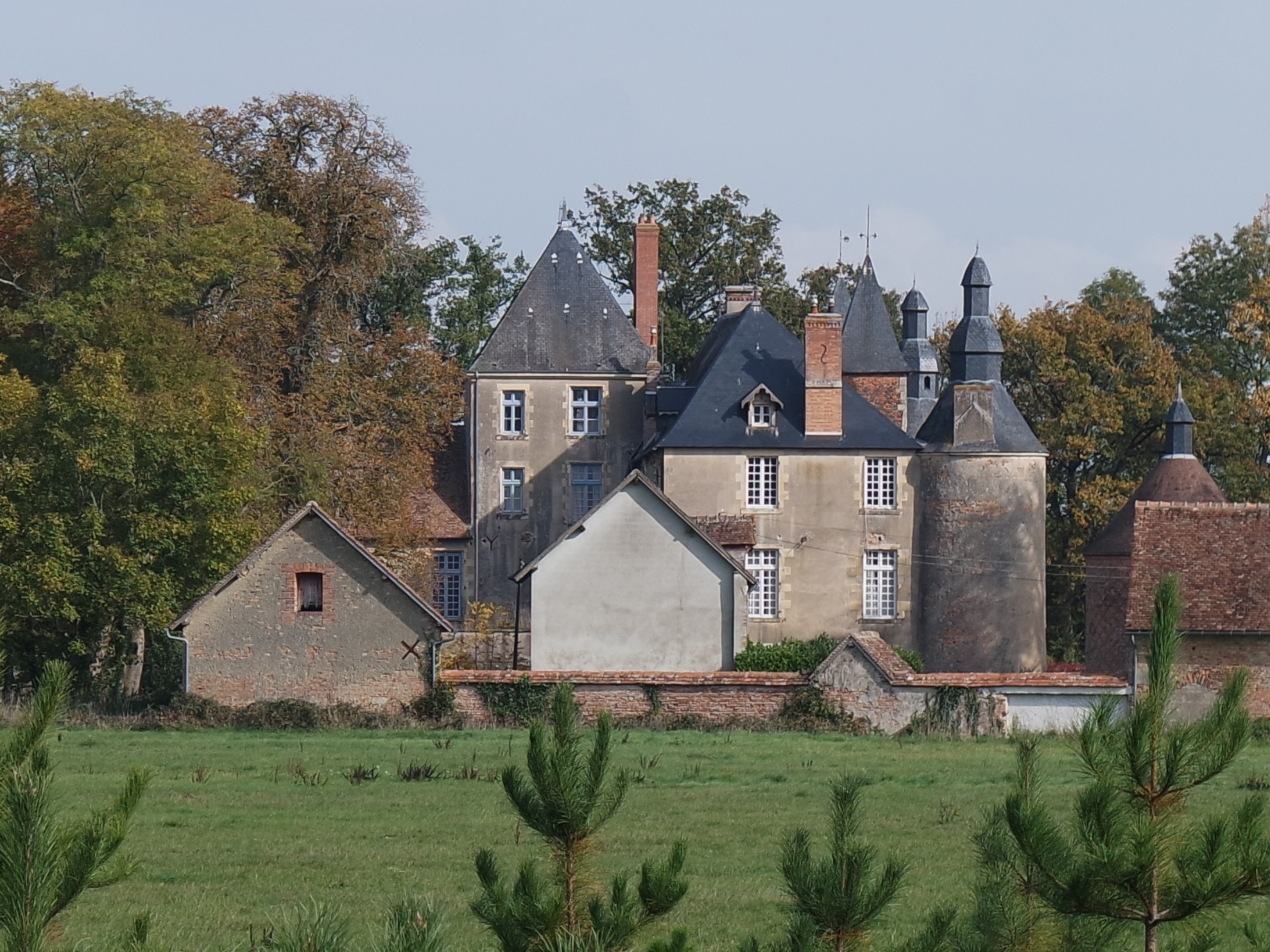
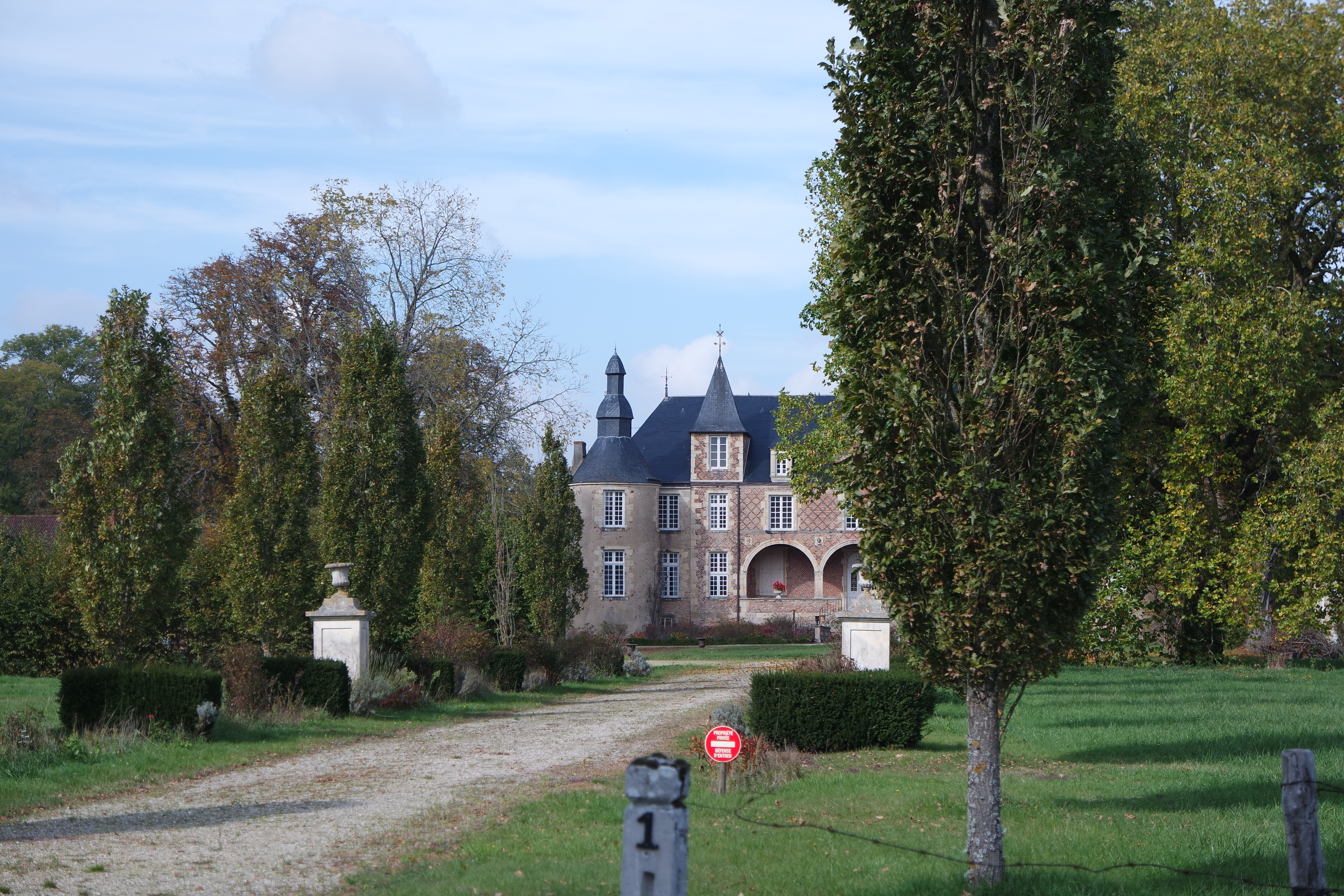
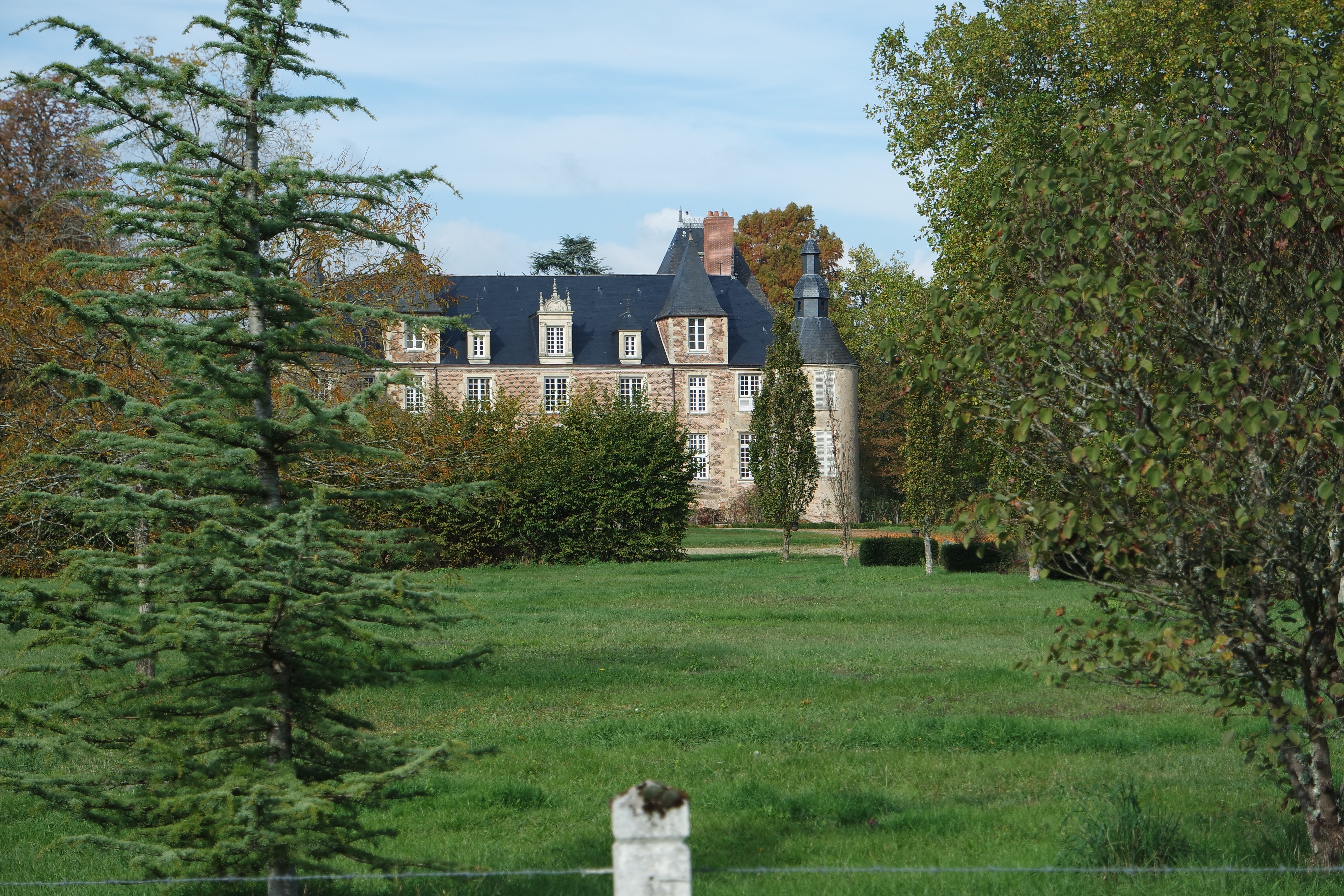